# Округ Клеј (Мисисипи)
Округ Клеј (енгл. Clay County) је округ у америчкој савезној држави Мисисипи.

## Демографија
По попису из 2010. године број становника је 20.634, што је 1.345 (-6,1%) становника мање него 2000. године.
| Група             | 2000.          | 2010.          |
| Белци             | 9.332 (42,5%)  | 8.276 (40,1%)  |
| Афроамериканци    | 12.380 (56,3%) | 12.017 (58,2%) |
| Азијати           | 35 (0,2%)      | 46 (0,2%)      |
| Хиспаноамериканци | 190 (0,9%)     | 199 (1,0%)     |
| Укупно            | 21.979         | 20.634         |